# Farah Abadi
Farah Abadi, tidigare Erichsén, född 18 januari 1988 i Västerviks församling, Kalmar län, är en svensk programledare i radio och TV.

## Biografi
Farah Abadis föräldrar kom från Libanon till Sverige som palestinska flyktingar när de var i 20-årsåldern. Bara något år senare föddes Farah och senare ytterligare tre systrar. Hon är uppvuxen i Landskrona och numera boende i Malmö. Hon har en kandidatexamen i medie- och kommunikationsvetenskap med inriktning på PR- och marknadskommunikation från Högskolan i Jönköping. Efter examen arbetade hon bland annat som kommunikatör på Trafikverket.
Hon var programledare i Sveriges Radios Malmö-kanal Din Gata 100,6 mellan 2012 och 2014. År 2014 debuterade hon som programledare i TV när hon ledde Sommarlov i SVT tillsammans med Malin Olsson, Rijal Mbamba och Alexander Hermansson; något som hon kom att göra även 2015, dock utan Olsson. Hon ledde mellan hösten 2014 och våren 2015 ett eget program som hette P3 med Farah Abadi.
Mellan augusti 2015 och januari 2019 ledde Abadi Relationsradion i P3. Somrarna 2016, 2017 och 2018 var hon programledare för Morgonpasset i P3 som då sändes från Malmö. Hon var även "folkets ambassadör" under Musikhjälpen 2015 och 2016 tillsammans med Oscar Zia. Hon var, tillsammans med Kalle Zackari Wahlström och Molly Sandén, programledare för Musikhjälpen 2017 som sändes från Umeå den 11–17 december. År 2018 återkom hon i samma roll tillsammans med William Spetz och Daniel Adams-Ray när Musikhjälpen sändes från Lund den 10–16 december. År 2019 ledde hon återigen Musikhjälpen från Västerås den 9–15 december; denna gång tillsammans med Miriam Bryant och Daniel Hallberg. År 2020 var hon programledare för evenemanget för fjärde gången; detta år tillsammans med Felix Sandman och Brita Zackari.
Under Eurovision Song Contest 2016 agerade Abadi flygande reporter bakom kulisserna i det svenska förprogrammet Studio Eurovision, lett av Gina Dirawi. I oktober 2016 fick Farah Abadi tillsammans med Kalle Zackari Wahlström underhållningsuppdraget i programmet för Världens Barn. År 2017 var hon programledare för 20-årsjubileet av Tillsammans för Världens Barn-galan. År 2021 var Abadi programledare i förprogrammet till Eurovision Song Contest. 
Tillsammans med Johan Glans har Farah Abadi tävlat i SVT1:s På spåret säsongerna 2019/20, 2020/21, 2021/22 och 2024/25.
Vid Melodifestivalen 2022 var Abadi bisittare åt programledaren Oscar Zia och tillsammans med Jesper Rönndahl var hon programledare för Melodifestivalen 2023. Under 2023 var hon även programledare för underhållningsprogrammet På riktigt?!, kulturmagasinet Sverige!, det nöjeshistoriska programmet Go kväll, Sverige samt barnversionen av det historiska programmet Historien om Sverige.
Sedan 2024 är Abadi en av radioprogramledarna för Söndag i P4.

## Produktioner

### Radiomedverkan i urval
- 2012–2014 Din Gata 100,6 (programledare)
- 2015 –2019 Relationsradion i P3 (programledare)
- 2016 –2018 Morgonpasset i P3 (programledare)
- 2017 –2020 Musikhjälpen (programledare)
- 2022 –2023 Ring så spelar vi (programledare)
- 2023 Karlavagnen (programledare)
- 2024 Söndag i P4

### TV-medverkan i urval
- 2014–2015 Sommarlov (programledare) SVT
- 2016 Studio Eurovision (programledare) SVT
- 2017 Världens Barn-galan (programledare) SVT
- 2019–2022 På spåret (tävlande) SVT
- 2020 Bäst i Test (gästtestare) SVT
- 2021–2022 1 mot Sverige (sidekick) SVT
- 2021 Vem kan vad (medverkande) SVT
- 2022 Melodifestivalen 2022 (bisittare) SVT
- 2022 IFS - invandrare för svenskar (medverkande, 1 avsnitt) SVT
- 2023 Melodifestivalen 2023 (programledare) SVT
- 2023 Carina Bergfeldt (medverkande, 1 avsnitt) SVT
- 2023 Älskade Vän (medverkande, 1 avsnitt) SVT
- 2023– På Riktigt!? (programledare) SVT
- 2023– Sverige! (programledare) SVT
- 2023 Historien om Sverige (programledare) SVT
- 2024 Drömlandet (programledare) SVT

## Utmärkelser
- Årets skåning, 2022
- Kristallen 2022, Årets kvinnliga programledare (Nominerad), 2022

Farah har fått en minnessten på Landskrona Walk of Fame år 2023.